# Premis del Sindicat Nacional de l'Espectacle de 1947
Els setens Premis Nacionals de Cinematografia concedits pel Sindicat Nacional de l'Espectacle corresponents a 1946 es van concedir el 1947. Es va concedir únicament a les pel·lícules i no pas al director o als artistes, i es va distingir per la seva dotació econòmica: un total d'1.800.000 pessetes, repartits en dos premis de 400.000 pessetes i quatre de 250.000 pessetes. Algunes d'elles havien estat declarades "d'interès nacional".

## Guardonats de 1947
| Categoria | Premi       | Pel·lícula premiada | Director                   |
| --------- | ----------- | ------------------- | -------------------------- |
| 1r. lloc  | 400.000 pts | La fe               | Rafael Gil                 |
| 2n lloc   | 400.000 pts | Mariona Rebull      | José Luis Sáenz de Heredia |
| 3r lloc   | 250.000 pts | Reina santa         | Rafael Gil                 |
| 4t lloc   | 250.000 pts | Noche sin cielo     | Ignasi F. Iquino           |
| 5è lloc   | 250.000 pts | Nada                | Edgar Neville              |
| 6è lloc   | 250.000 pts | Confidencia         | Jerónimo Mihura Santos     |